# Teinolophos
Teinolophos es un género extinto de  mamífero monotrema que incluye una sola especie, Teinolophos trusleri, que habitó en Australia durante la edad Aptiana en el Cretáceo Inferior.
La especie se ha descrito a partir de una mandíbula encontrada en Flat Rocks, Victoria.
El nombre del género significa algo así como "risco extendido" en referencia a su estructura dental. El de la especie, lo recibió en honor al ilustrador australiano Peter Trusler.
En principio se pensó que este género pertenecía a Eupanthotheria, pero estudios más exhaustivos revelaron el parentesco con Steropodon, a pesar de la diferencia de tamaño, pues mientras que la longitud de esta especie se calcula en aproximadamente 10 cm, la de Steropodon, podía llegar al medio metro.
El holotipo es un trozo de hueso dentario izquierdo con una edad aproximada de 123 millones de años, lo que lo hace la especie más antigua de ornitorrinco conocida.